# Dynamo solaire
La dynamo solaire est le processus physique permettant de générer le champ magnétique du Soleil. Le Soleil est traversé par un champ magnétique global dipôle, comme beaucoup d'autres corps célestes tels que la Terre. Le champ dipolaire est produit par un courant électrique circulant profondément au sein de l'étoile, selon le théorème d'Ampère.  Le courant est produit par cisaillement (étirement du matériau) entre les différentes parties du Soleil qui tournent à des vitesses différentes, et le fait que le Soleil lui-même est un très bon conducteur électrique (et donc régi par les lois de la magnétohydrodynamique).
La direction du champ magnétique s'inverse tous les onze ans, ce qui fait que des taches solaires se manifestent à la surface du Soleil. Le mécanisme détaillé de la dynamo solaire reste en revanche inconnu et fait l'objet de recherches.